# Овчар, Евгений Лукьянович
Евгений Лукьянович Овчар — советский хозяйственный, государственный и политический деятель, Герой Социалистического Труда.

## Биография
Родился 17 января 1917 года в селе Адамовка. Член КПСС с 1942 года.
С 1933 года — на хозяйственной, общественной и политической работе. В 1933—1985 годах — токарь в колхозе в Домановском районе, на Одесском станкостроительном заводе, участник советско-финской и Великой Отечественной войны, инспектор районного отделения соцстраха, заведующий молочно-товарной фермой, заместитель председателя колхоза, председатель колхоза «Заря коммунизма» Любашевского района Одесской области Украинской ССР.
Указом Президиума Верховного Совета СССР от 31 декабря 1965 года присвоено звание Героя Социалистического Труда с вручением ордена Ленина и золотой медали «Серп и Молот».
Избирался депутатом Совета Союза Верховного Совета СССР 9-го и 10-го созывов от Раздельнянского избирательного округа Одесской области Украинской ССР. Делегат XXIV съезда КПСС.
Умер 31 марта 2003 года в Любашёвке.